# 霍林斯沃斯冰川
75°33′S 159°57′E / 75.550°S 159.950°E
霍林斯沃斯冰川（英語：Hollingsworth Glacier）是南極洲的冰川，位於維多利亞地，在里克山以東附近，最終特里奧冰原島峰以東注入大衞冰川，根據美國地質調查局的測量和美國海軍的空中照片被繪入地圖。